# Luke Skywalker
Luke Skywalker este un personaj fictiv din Războiul stelelor. Este fiul lui Padmé Amidala și al lui Anakin Skywalker și are o soră geamănă pe nume Leia Organa. El moare în episodul VIII (Ultimii Jedi).
Acesta începe, ca și tatăl său, formarea pentru a deveni cavaler Jedi. Spre deosebire de tatăl său, care a abandonat ucenicia și s-a lăsat atras de Puterea Întunecată, Luke Skywalker devine maestru și ajunge în cele din urmă să își învingă propriul tată.
Luke a avut multiple săbii laser. Prima a fost moștenire de la tatăl său, iar a doua a fost creată de însăși el, folosind Forța.
După ce elevul și nepotul său Ben Solo este atras de Puterea Întunecată, Luke renunță să mai formeze ucenici, retrăgându-se pe planeta Ahch-To. Acolo trăiește într-o chilie similară celor ale călugărilor de pe insula Skellig Michael, unde au fost realizate filmările.